# Desa Tanggeran (administrativ by i Indonesien, lat -7,19, long 109,60)
Desa Tanggeran är en administrativ by i Indonesien.   Den ligger i provinsen Jawa Tengah, i den västra delen av landet, 300 km öster om huvudstaden Jakarta.